# Randy Johnson
Randall David „Randy“ Johnson, Spitzname The Big Unit, (* 10. September 1963 in Walnut Creek, Kalifornien) ist ein ehemaliger US-amerikanischer Baseballspieler in der Major League Baseball (MLB) auf der Position des Pitchers.
2015 wurde er in die Baseball Hall of Fame gewählt.

## Karriere

### Anfänge
Mit seinen 2,08 m war der linkshändige Pitcher nach Jon Rauch der zweitgrößte Spieler, der je in der MLB spielte. Schon in der Highschool und an der University of Southern California ragte er sowohl im Baseball als auch im Basketball heraus. Seine Karriere in der MLB startete er bei den Montreal Expos 1988. Dort hatte er einen guten Beginn, fiel aber in seiner zweiten Saison ab. Die Expos tauschten ihn und vier andere Spieler gegen Mark Langston ein und transferierten ihn zu den Seattle Mariners. Bis ins Jahr 1993 hatte Johnson große Schwierigkeiten mit der Kontrolle seiner Würfe, so dass er immer viele Walks zuließ. In diesem Jahr standen ihm erstmals weniger als 100 Walks bei 308 Strikeouts zu Buche, ein Erfolg, der auch Nolan Ryan zuzuschreiben ist, der mit ihm trainierte.

### Durchbruch in Seattle
1995 hatte Johnson dann sein erstes herausragendes Jahr, er gewann 18 Spiele bei nur zwei Niederlagen, einem ERA von 2.48 und 294 Strikeouts. Er gewann erstmals den Cy Young Award der American League. Auch in den Play-offs gegen die California Angels und die New York Yankees zeigte er hervorragende Leistungen, aber in der American League Championship Series mussten sich die Mariners den Cleveland Indians geschlagen geben.
In der nächsten Saison kam aufgrund von Verletzungen kaum zum Einsatz und fand erst 1997 wieder zu alter Form zurück und gewann 20 Spiele bei vier Niederlagen. Nach der Saison 1998 wurde er zum Free Agent, aber die Mariners konnten ihm kein finanziell lukratives Angebot machen und transferierten ihn zu den Houston Astros. Mit den Astros erreichte er wiederum die Play-offs, unterlag aber mit seinem Team den San Diego Padres.

### Erfolgreiche Jahre in Arizona
Als Free Agent spielte er ab der Saison 1999 für die Arizona Diamondbacks, für einen Vier-Jahres-Vertrag erhielt er die Summe von 53 Millionen Dollar. Bei den Diamondbacks gewann er 1999 seinen zweiten Cy Young Award, dem 2000 der dritte folgte. Mit der Verpflichtung von Curt Schilling hatten die Diamondbacks ab 2000 eine der stärksten Linkshänder-Rechtshänder-Kombinationen im Baseball und erreichten 2001 im vierten Jahr ihres Bestehens die World Series gegen die New York Yankees. Schilling und Johnson wurden gemeinsam zum MVP der World Series ernannt, beide wurden im entscheidenden siebten Spiel eingesetzt und besiegten die favorisierten Yankees. 2001 und 2002 gewann Johnson wiederum den Cy Young Award, 2002 ebenfalls die Triple Crown. 2001 wurde er außerdem von der Zeitschrift Sports Illustrated zum Sportler des Jahres gewählt.
Am 18. Mai 2004 warf Johnson ein Perfect Game beim 2:0-Sieg gegen die Atlanta Braves. Johnson war erst der 17. Spieler, dem dies gelang, und mit einem Alter von 40 Jahren der älteste Werfer eines Perfect Games in der MLB. Johnson war damit nach Cy Young, Jim Bunning, Nolan Ryan und Hideo Nomo der fünfte Pitcher und der erste Linkshänder, der sowohl in der American League als auch in der National League einen No-Hitter geworfen hatte.

### New York und das Karriereende 2009
Die Saisons 2005 und 2006 spielte Johnson für die New York Yankees, lieferte dort in seiner ersten Saison allerdings nur durchschnittliche Leistungen ab und enttäuschte in der American League Division Series gegen die Los Angeles Angels of Anaheim. Zur Saison 2009 wechselte Johnson zu den San Francisco Giants, in dessen Diensten ihm am 4. Juni 2009 der 300. Sieg seiner Karriere gelang. Nach Saisonende wurde Johnson zu einem Free Agent. Am 5. Januar 2010 verkündete Randy Johnson das Ende seiner aktiven Baseballkarriere.
Mit 4.875 Strikeouts belegt Randy Johnson Platz zwei der ewigen Bestenliste der Major-League-Pitcher.